# Джон Шотландский, граф Хантингдон
Джон Шотландец (англ. John le Scot; ок. 1207 — 5/7 июня 1237) — англо-шотландский аристократ, 10-й граф Хантингдон и барон Гариох с 1219 года, 1-й граф Честер с 1232 года, сын Давида Шотландского, графа Хантингдона, от брака с Матильдой Честерской, правнук короля Шотландии Давида I.

## Биография
Джон происходил из шотландской королевской династии. Его отец, Давид Шотландский, был внуком короля Шотландии Давида I и братом королей Малькольма IV и Вильгельма I Льва. Мать же, Матильда Честерская, была старшей дочерью Гуго де Кевильока, графа Честера, одного из могущественных английских баронов.
Джон, родившийся около 1207 года, был младшим из трёх сыновей Давида, однако двое его старших братьев, Генри и Давид, умерли в младенчестве, в результате чего Джон стал наследником всех владений отца в Англии и Шотландии. Его отец умер в 1219 году, после чего Джон унаследовал его владения и титулы графа Хантингдона и барона Гариоха. Совершеннолетним он был признан 25 апреля 1227 года, когда принёс оммаж королю Англии за Хантингдон.
18 октября 1232 года умер Ранульф де Блондевиль, граф Честер, дядя Джона по матери. Наследников он не оставил, его владения были разделены между четырьмя сёстрами и их наследниками. Поскольку Матильда Честерская, мать Джона, была старшей из сестёр, король Англии 21 ноября 1232 года признал Джона графом Честером.
Джон умер в июне 1237 года в Дарнхолле (Чешир) и был похоронен в аббатстве Вербург в Честере. Поскольку от брака с Элен верх Ллевелин, дочерью Лливелина Великого, Джон детей не оставил, его владения были разделены между четырьмя его сёстрами — Маргаритой, Изабеллой, Матильдой и Адой.

## Семья
Женился ок. 1222 года на Элен верх Ллевелин (ум. 1253, до 24 октября), валлийской принцессе, дочери принца Уэльского Ллевелина ап Иорверта от брака с Джоанной Уэльской. Детей в браке Джона и Элен не было. После смерти Джона Элен вышла замуж за Роберта де Квинси (ок. 1217/1219 — август 1257).

## Комментарии
1. ↑  Потомками Маргариты были короли Шотландии из династии Баллиолов[1].
2. ↑  Потомками Изабеллы были короли Шотландии из династии Брюсов, а также короли Англии и Шотландии из династии Стюартов[1][2].